# Danh sách hiệu kỳ Quân lực Việt Nam Cộng hòa
Dưới đây là danh các Hiệu kỳ Quân lực Việt Nam Cộng hòa, hầu hết được sử dụng từ năm 1955 đến năm 1975.

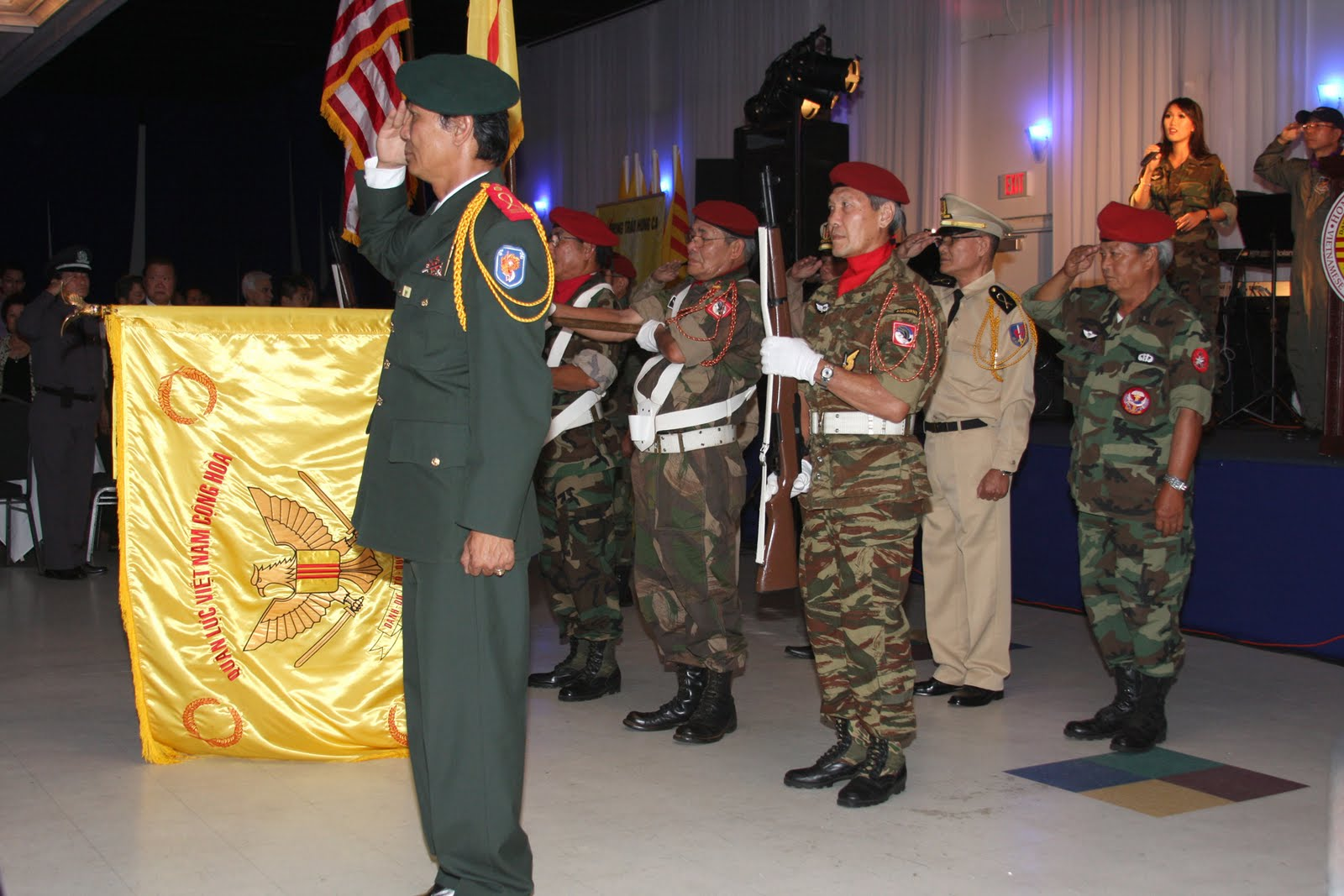
Các cựu quân nhân miền Nam Việt Nam chào cờ trong Ngày Quân Lực Việt Nam Cộng Hòa ở Orlando, Florida, năm 2011.

## Quân lực
| Cờ | Thời điểm | Sử dụng     | Mô tả |
| -- | --------- | ----------- | --- |
|    | 1955 1975 | Cờ Quân lực | Nền màu vàng, bốn góc là nhành dương liễu với Phù hiệu Quân lực Việt Nam Cộng hòa ở chính giữa (2:3), phía trên là dòng chữ Quân lực Việt Nam Cộng hòa |
|    | 1955 1975 | Chiến kỳ    | Nền màu vàng và ba sọc đỏ với Phù hiệu Quân lực Việt Nam Cộng hòa ở chính giữa (2:3).                                                                  |

## Lệnh kỳ
| Cờ | Thời điểm | Sử dụng                | Mô tả                                                                                      |
| -- | --------- | ---------------------- | ------------------------------------------------------------------------------------------ |
|    | 1955 1975 | Tổng Tư lệnh           | Nền màu vàng với Phù hiệu Quân lực Việt Nam Cộng hòa ở chính giữa (2:3)                    |
|    | 1955 1975 | Tổng trưởng Quốc phòng | Nền màu đỏ với Phù hiệu Bộ Quốc phòng Việt Nam Cộng hòa ở chính giữa (2:3)                 |
|    | 1955 1975 | Tổng Tham mưu trưởng   | Nền màu đỏ sậm với Phù hiệu Bộ Tổng Tham mưu Quân lực Việt Nam Cộng hòa ở chính giữa (2:3) |

## Quân đoàn và Quân khu (Vùng chiến thuật)

Quân đoàn I
Quân đoàn II
Quân đoàn III
Quân đoàn IV

## Quân chủng

Lục quân
Không quân
Hải quân
Địa phương quân

## Lực lượng tổng trừ bị

Nhảy dù
Thủy quân Lục chiến
Biệt động quân
Lực lượng Đặc biệt
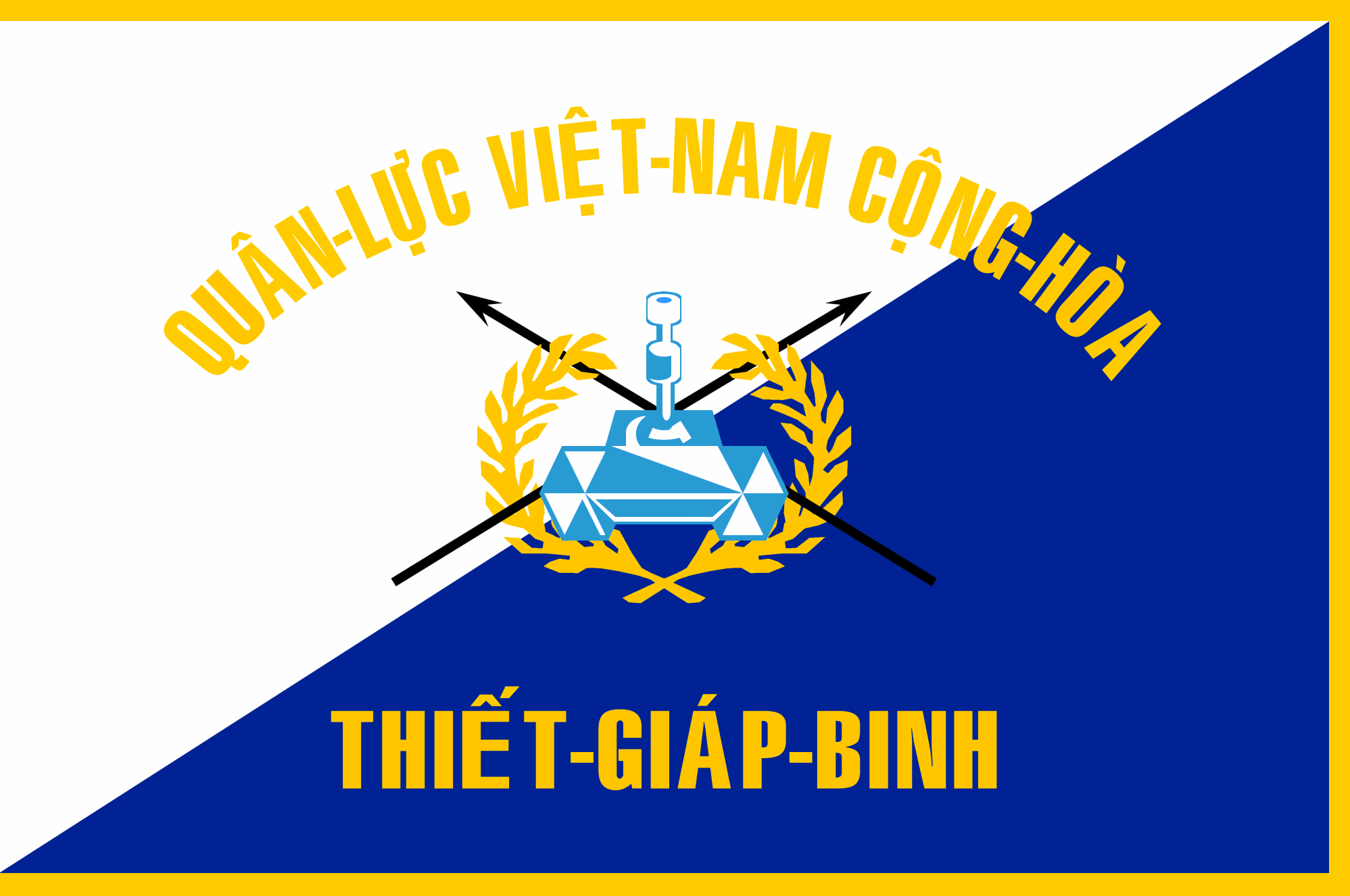
Thiết giáp-Kỵ binh
Pháo binh[1]
Công binh
Quân cảnh

## Sư đoàn

Sư đoàn 2 Bộ binh[2]
Sư đoàn 3 Bộ binh[3]
Sư đoàn 7 Bộ binh
Sư đoàn 9 Bộ binh[4][5]
Sư đoàn 18 Bộ binh
Sư đoàn 25 Bộ binh

## Trung đoàn

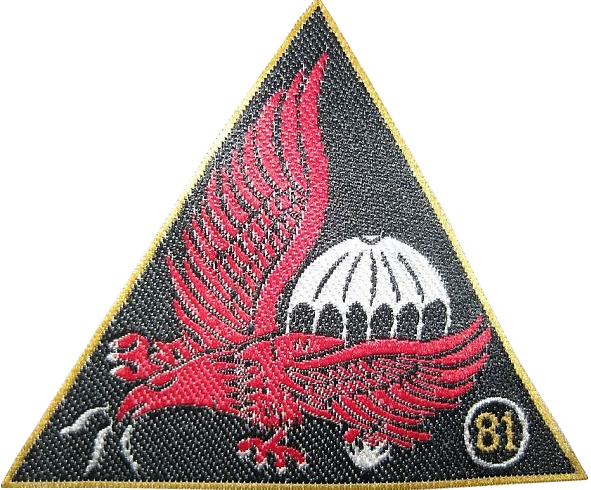
Liên đoàn 81 Biệt cách dù
Trung đoàn Sinh viên Võ bị Quốc gia
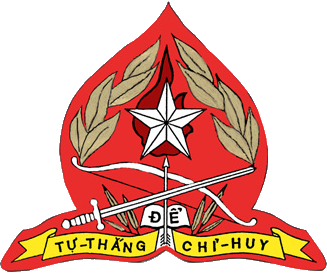
Liên đoàn Sinh viên Sĩ quan Đà Lạt
Liên đoàn An ninh Thủ đô
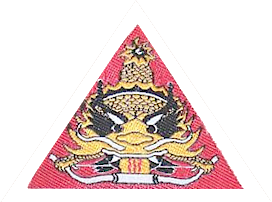
Lữ đoàn Liên phòng Dinh Độc Lập
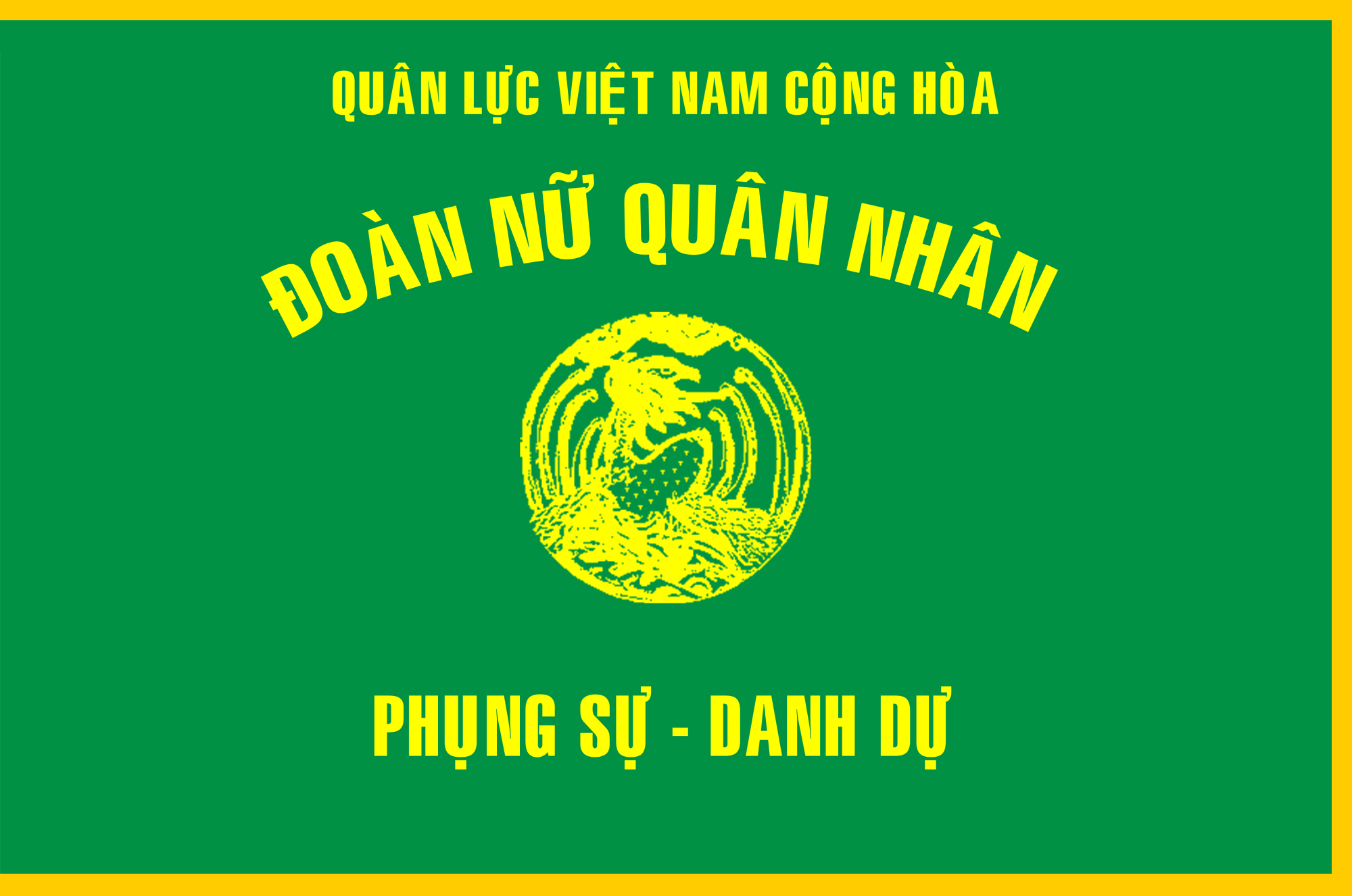
Đoàn Nữ Quân nhân

## Tiểu đoàn

Phi đoàn 516 KQ
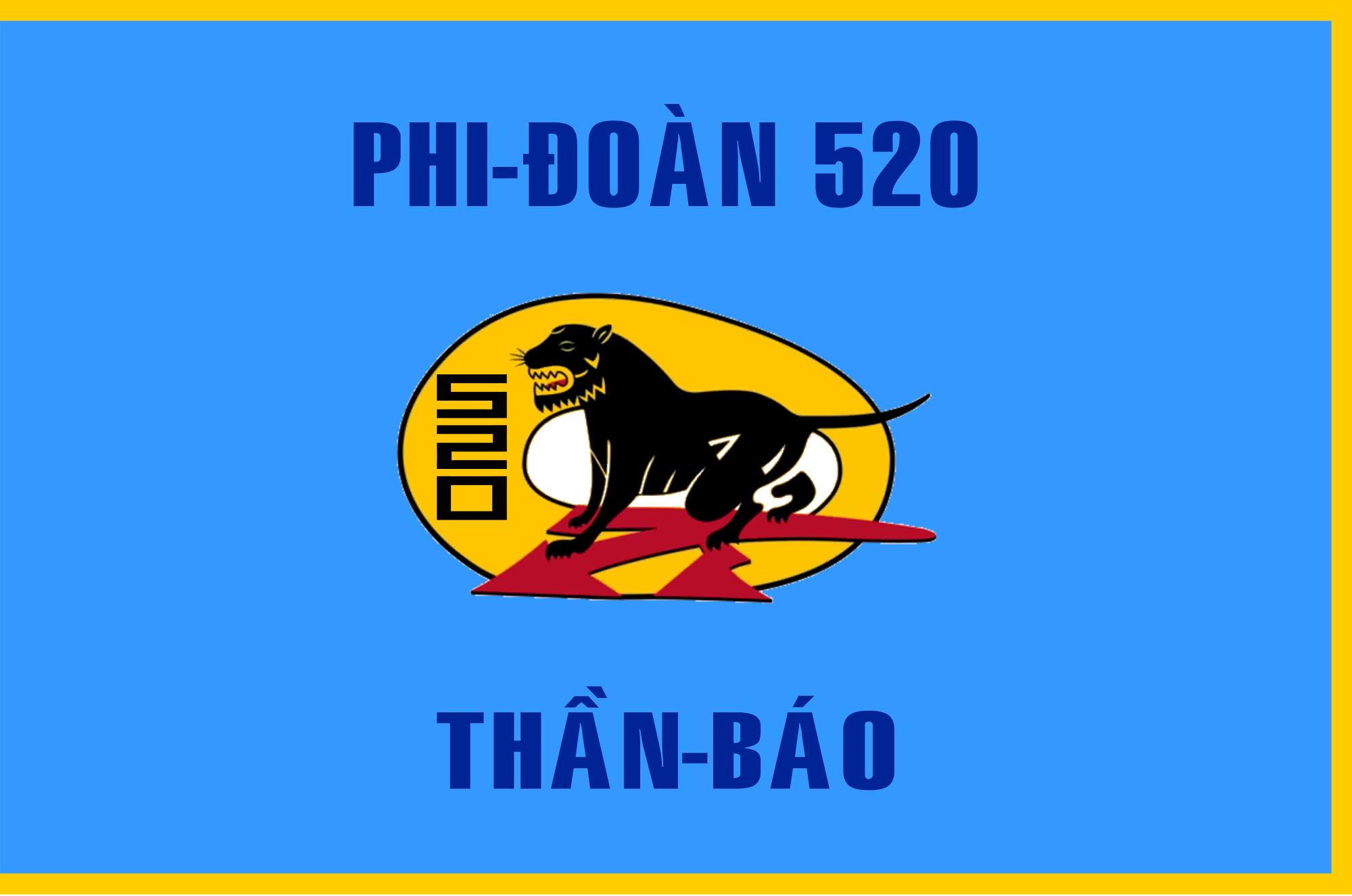
Phi đoàn 520 KQ

## Quân trường

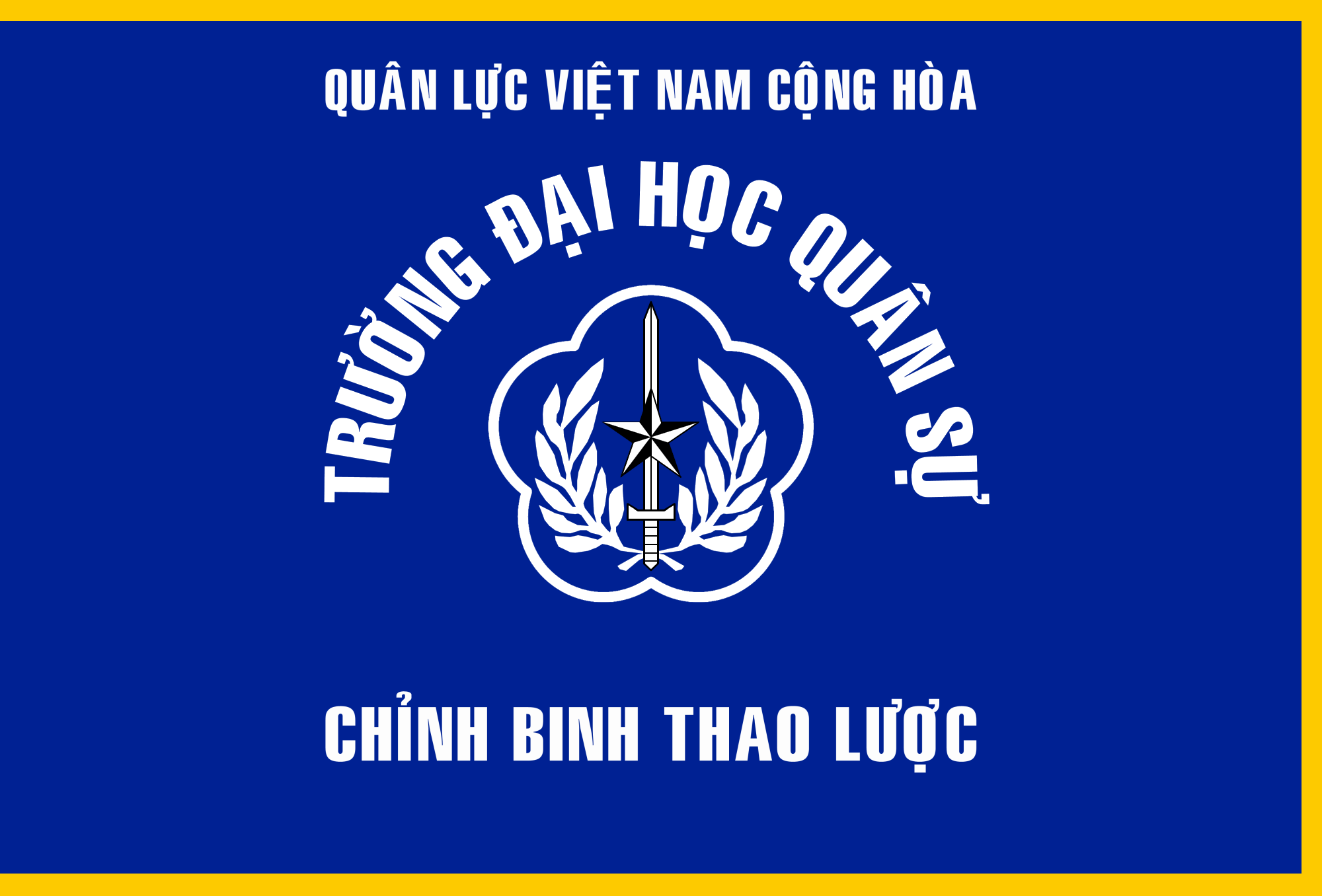
Trường Đại học Quân sự
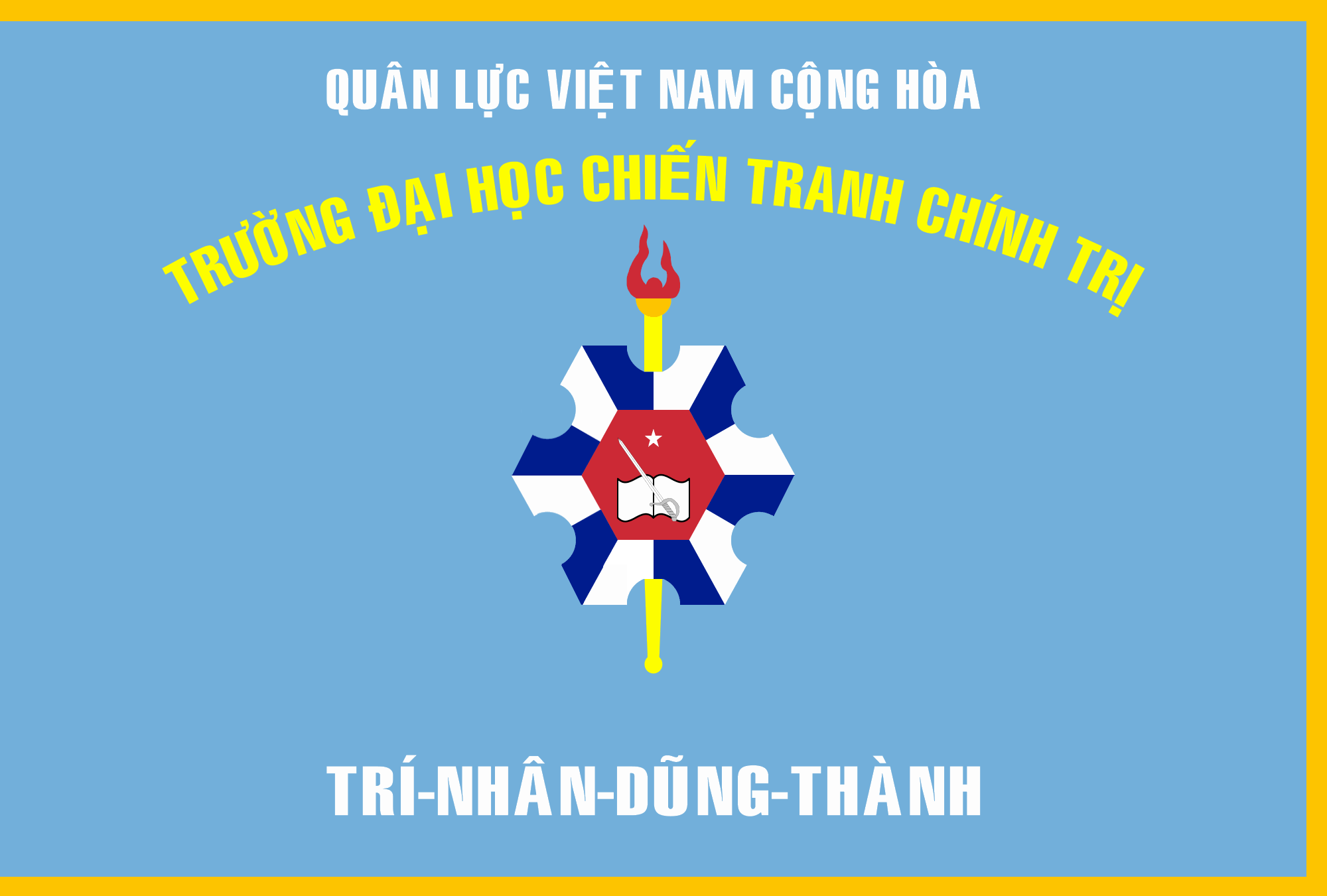
Trường Đại học Chiến tranh Chính trị
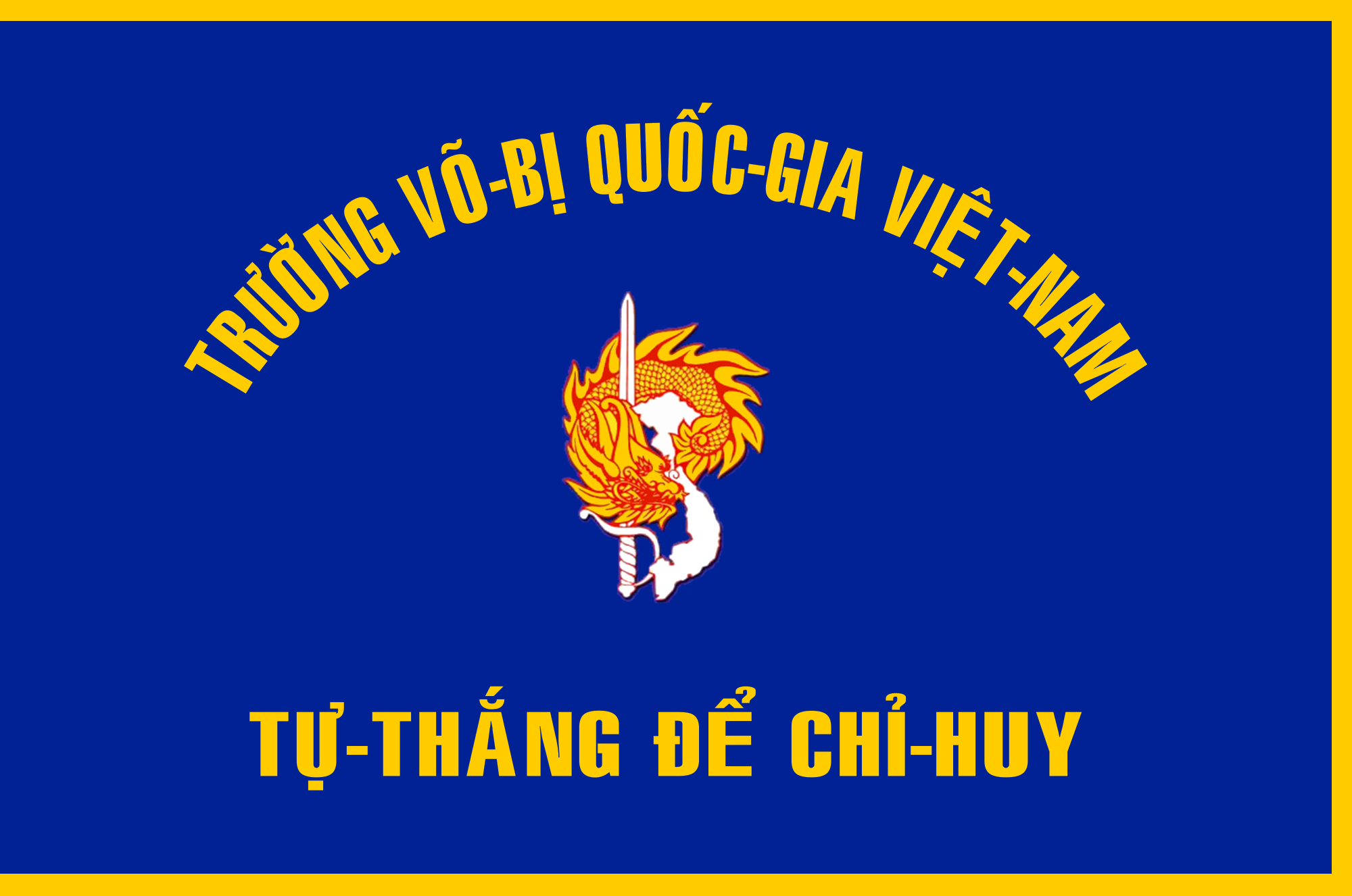
Trường Võ bị Quốc gia Đà Lạt
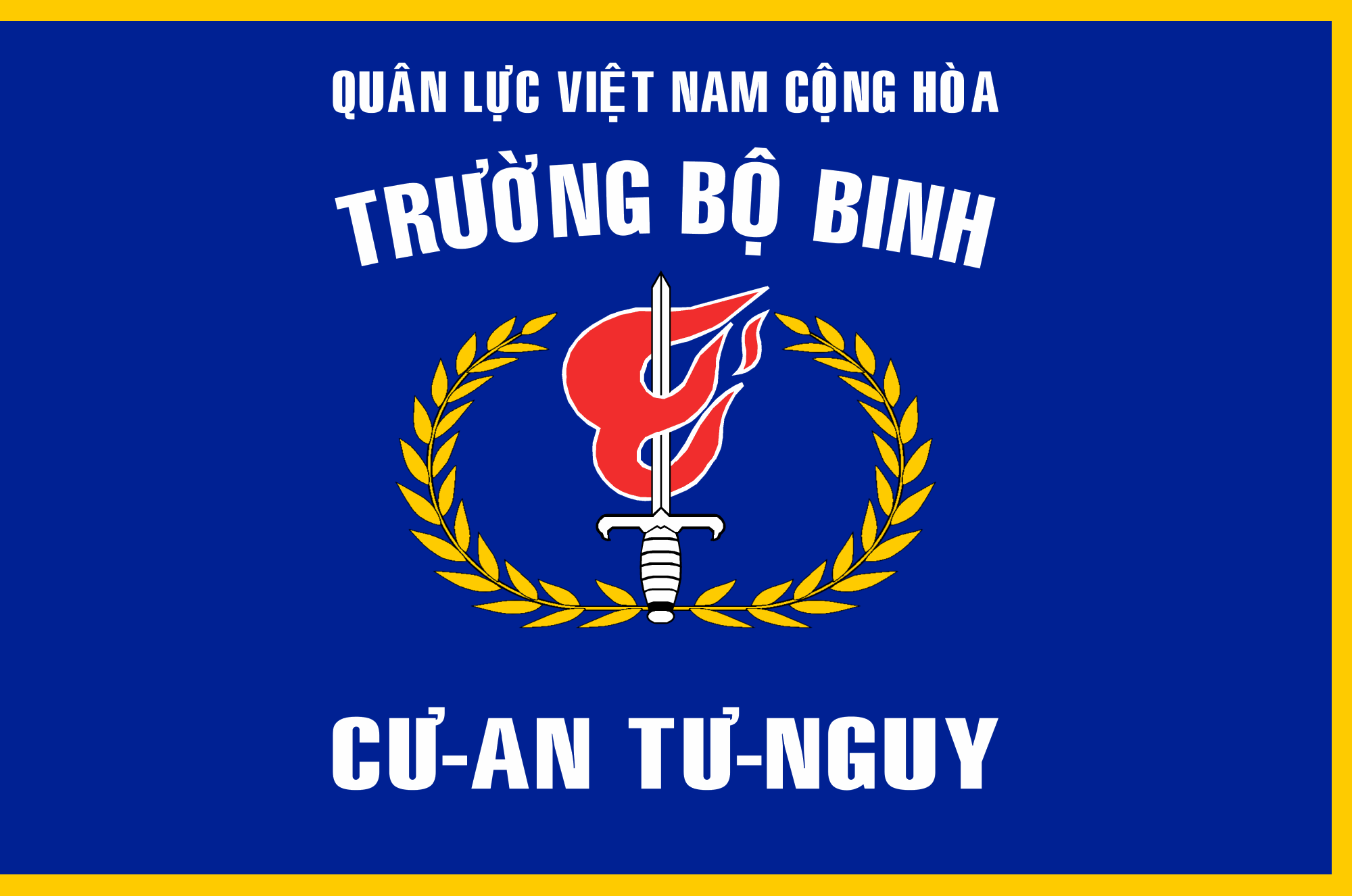
Trường Bộ binh Thủ Đức
Trường Hạ sĩ quan Đồng Đế
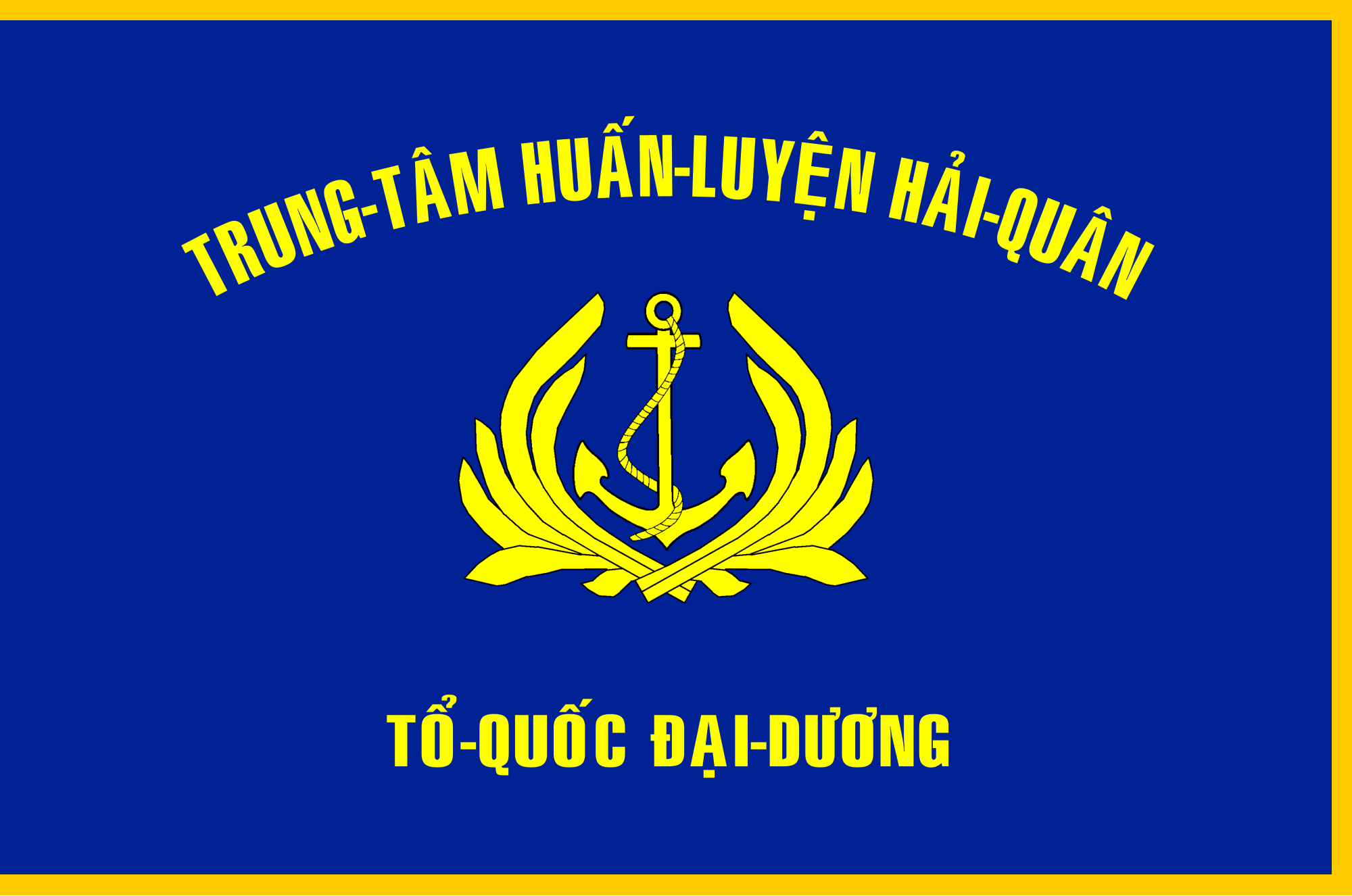
Trung tâm Huấn luyện Hải quân
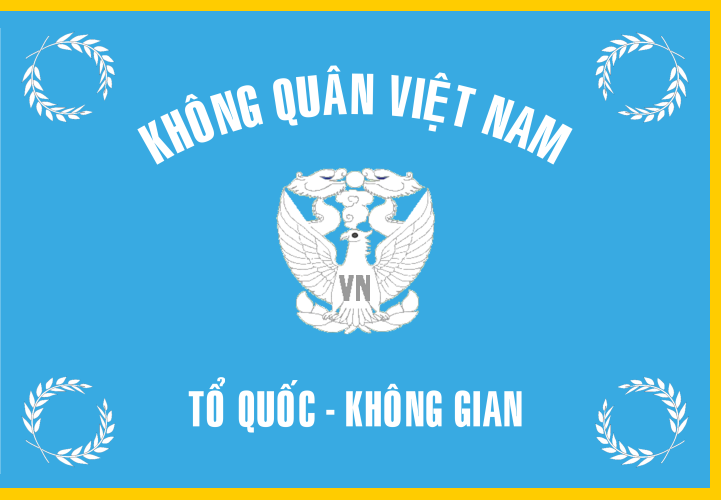
Trung tâm Huấn luyện Không quân Nha Trang
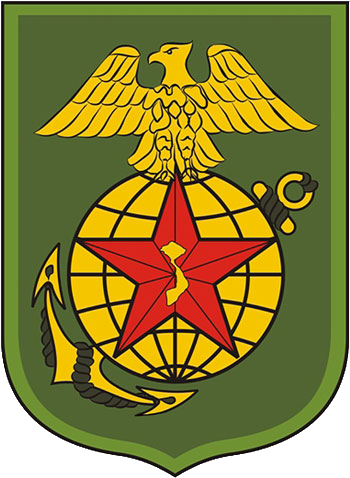
Quân trường Rừng Cấm
Quân trường Vương Mộng Hồng
Trung tâm Huấn luyện Biệt động quân
Trung tâm Huấn luyện Quang Trung
Trung tâm Huấn luyện Vạn Kiếp
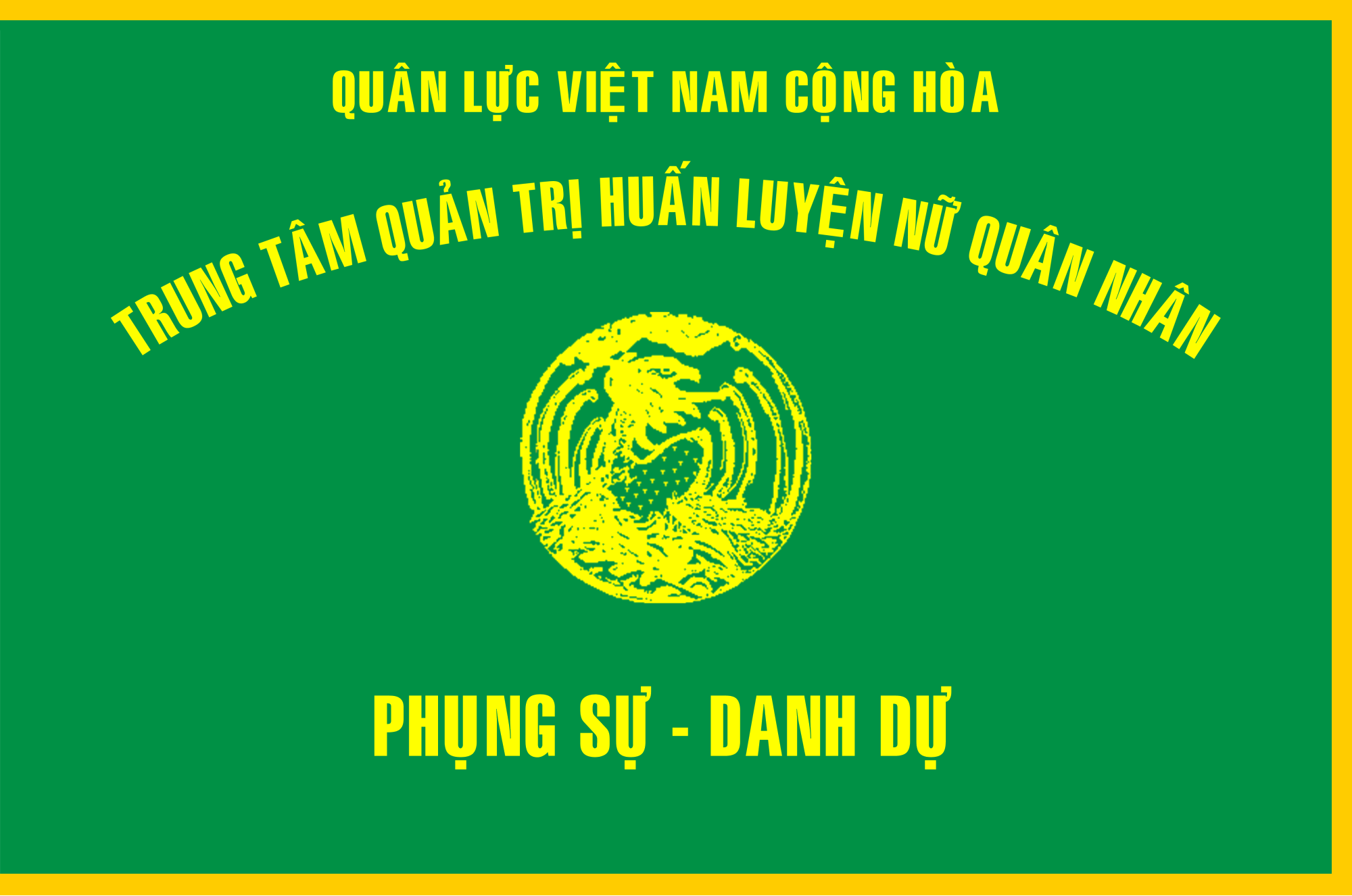
Trung tâm Huấn luyện nữ Quân nhân
Trường Thiếu sinh quân
Trường Pháo binh
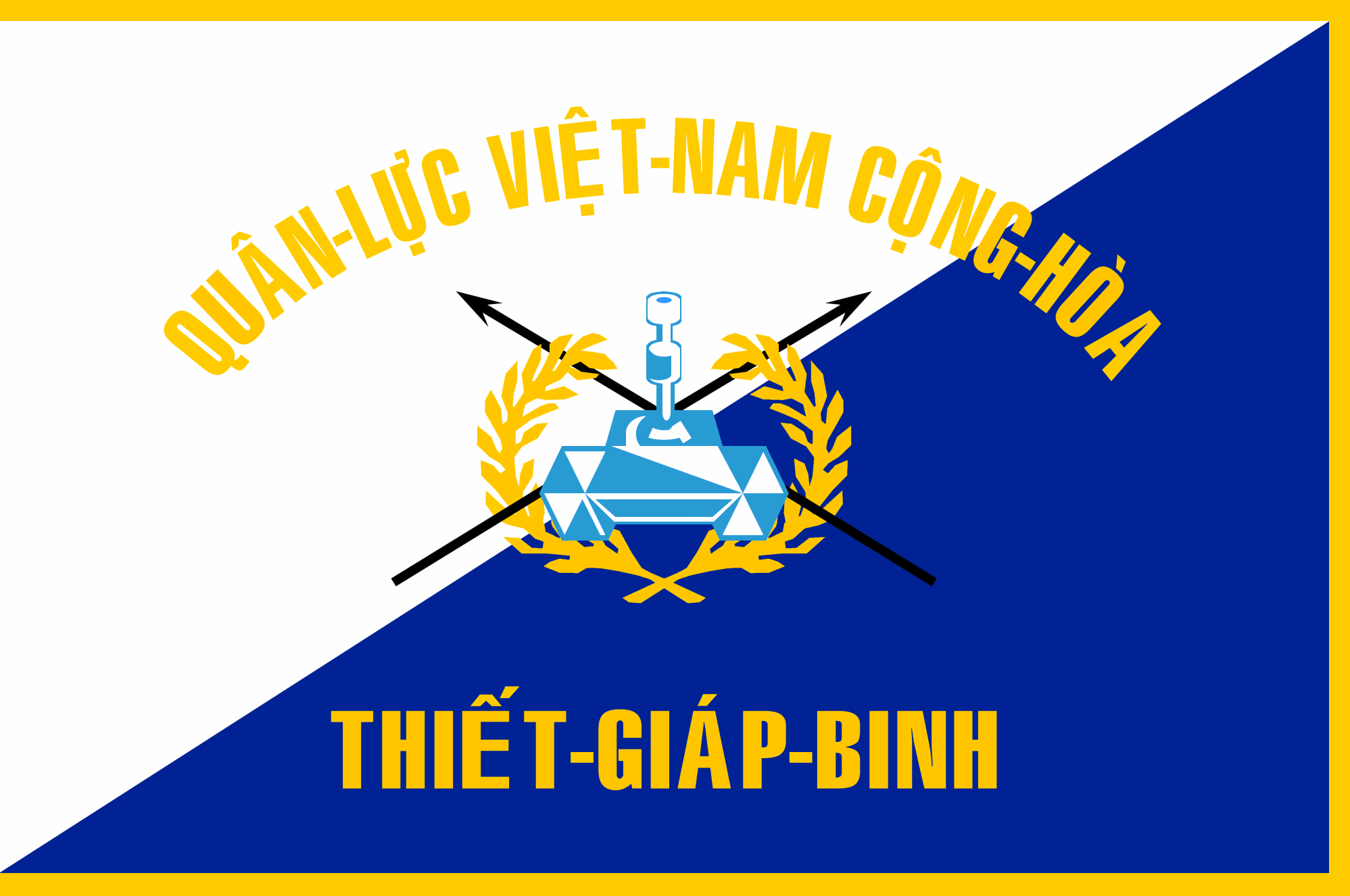
Trường Thiết giáp
Trường Quân cảnh
Trường Quân y
Trung tâm Huấn luyện và bổ sung Quân khuyển